# Megaliner Records
Megaliner Records (rusă Megaлайнер Рекордз) este o casă de înregistrări care își desfășoară activitatea în Rusia.